# Distretto di Samtay
Il distretto di Samtay è uno degli otto distretti (mueang) della provincia di Houaphan, nel Laos.  Ha come capoluogo la città di Samtay.